# Aphis mumfordi
Aphis mumfordi är en insektsart. Aphis mumfordi ingår i släktet Aphis och familjen långrörsbladlöss. Inga underarter finns listade i Catalogue of Life.